# Skórzyna (dopływ Junikowskiego Strumienia)
Skórzyna (także: Skórzynka) – struga, prawobrzeżny dopływ Junikowskiego Strumienia o długości 8,7 km i powierzchni zlewni 11,4 km².

## Charakterystyka

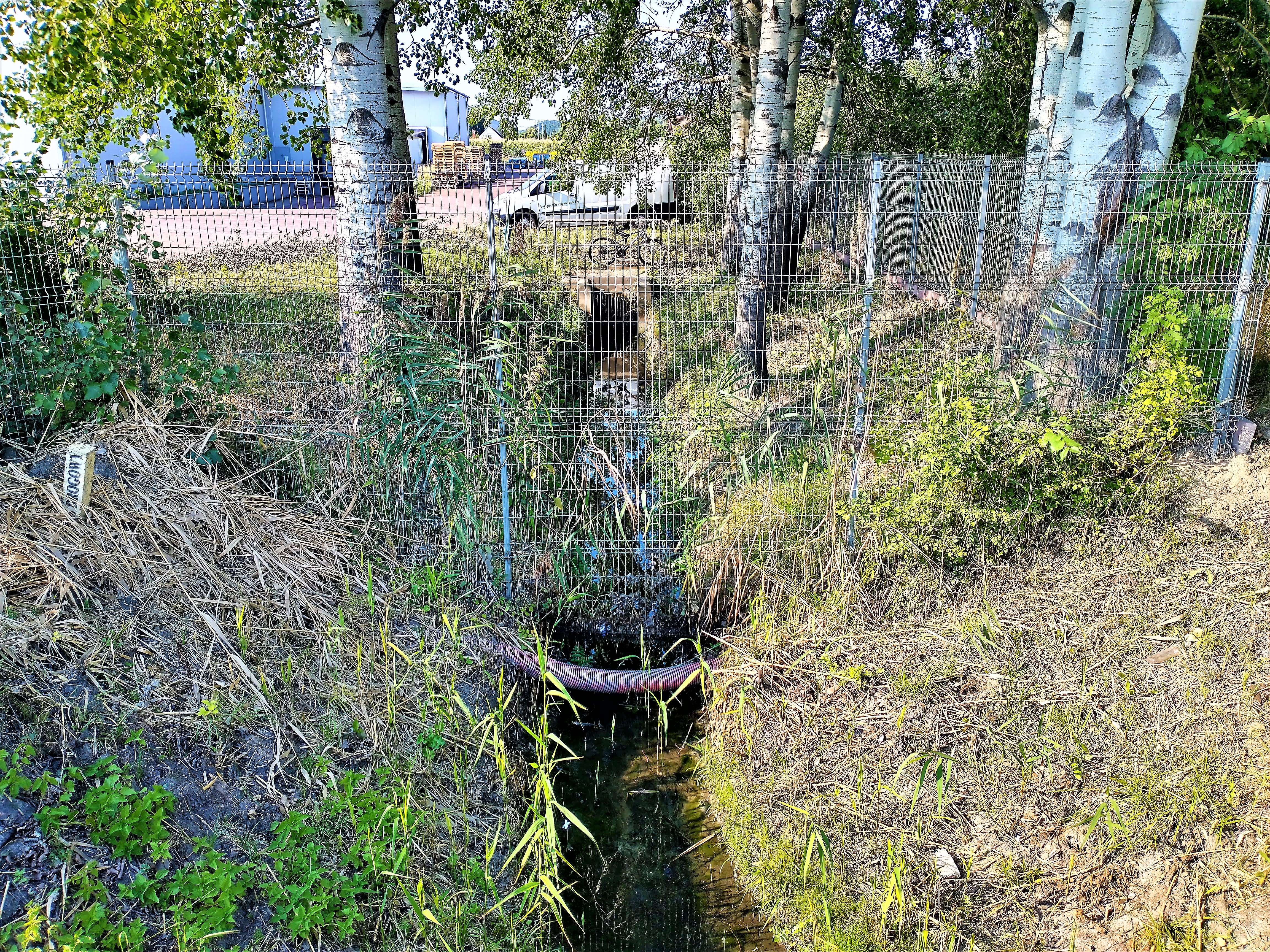
Przeźmierowo. Rejon źródła

Ciek w dnie ma szerokość średnią około 0,5 metra i charakteryzuje się nachyleniem skarp 1:1,5 oraz głębokością średnią 1,5 m. Z powodu zaniedbań w systematycznej konserwacji około 30% długości cieku porastają gęste zakrzewienia. Na całej długości Skórzynki występuje zamulenie dna o miąższości około 35 cm. Struga płynie na terenie gminy Tarnowo Podgórne, gminy Dopiewo i Poznania. Jej źródła znajdują się na zachód od Przeźmierowa. Na obszarze niezurbanizowanym została sztucznie pogłębiona i stanowi część systemu melioracyjnego. Jeden kilometr od źródła zasilana jest przez wytopisko, prowadzi już wody stale. Środkowy odcinek wąski i zabagniony, z uwagi na płytkie zaleganie glin. Wpada do Junikowskiego Strumienia przez gliniankę Stara Baba.
Głębokość występowania I poziomu wód podziemnych nie przekracza w dolinie cieku jednego metra od powierzchni terenu. Na obszarze zlewni (64%) dominują gleby o zróżnicowanej przepuszczalności i współczynniku filtracji mniejszym niż 10-3ᐨ³m/s. Ciek odznacza się śnieżno-deszczowym reżimem zasilania (ma jedno maksimum i jedno minimum w ciągu roku).
90% zlewni stanowią obszary zurbanizowane, w tym przede wszystkim Skórzewo, Osiedle Kwiatowe, Cmentarz na Junikowie i Rudnicze (ostatnia jednostka o silnych tradycjach cegielnianych). Struga była w latach 90. XX wieku mocno zanieczyszczona (m.in. rów od strony mieszalni pasz i nielegalne wysypiska śmieci). Obecnie zagrożenie dla całej doliny Strumienia Junikowskiego i Szacht stanowi gwałtownie w tym rejonie postępująca urbanizacja, przejawiająca się w silnym rozlewaniu obszarów osiedli domów jednorodzinnych.